# Radețke Budîșce, Cervonoarmiisk
Radețke Budîșce (în ucraineană Радецьке Будище) este un sat în comuna Koșelivka din raionul Cervonoarmiisk, regiunea Jîtomîr, Ucraina.

## Demografie
Componența lingvistică a localității Radețke Budîșce
     Ucraineană (100%)
Conform recensământului din 2001, toată populația localității Radețke Budîșce era vorbitoare de ucraineană (100%).